# 1. Klasse Magdeburg-Anhalt 1941/42
De 1. Klasse Magdeburg-Anhalt 1941/42 was het negende voetbalkampioenschap van de 1. Klasse Magdeburg-Anhalt, het tweede niveau onder de Gauliga Mitte en een van de drie reeksen die de tweede klasse vormden.
Fortuna Magdeburg werd kampioen en nam deel aan de promotie-eindronde, maar moest SpVgg 02 Erfurt en Sportfreunde Halle voor laten gaan.

## Eindstand
| Plaats | Club                       | Wed. | Saldo | Ptn.  |
| ------ | -------------------------- | ---- | ----- | ----- |
| 1.     | FV Fortuna Magdeburg       | 18   | 64:36 | 28:8  |
| 2.     | SC 1910 Oschersleben       | 18   | 77:41 | 26:10 |
| 3.     | SV 09 Staßfurt             | 18   | 57:55 | 19:17 |
| 4.     | FC Preußen 02 Burg         | 18   | 56:45 | 18:18 |
| 5.     | SV 07 Bernburg             | 18   | 64:53 | 18:18 |
| 6.     | VfL Viktoria-Neustadt 1860 | 18   | 61:51 | 16:20 |
| 7.     | MSC Preußen 99             | 18   | 35:71 | 16:20 |
| 8.     | SV Wacker Bernburg         | 18   | 45:66 | 15:21 |
| 9.     | VfB Groß-Ottersleben       | 18   | 38:62 | 14:22 |
| 10.    | SpVgg 04 Thale             | 18   | 48:65 | 10:26 |

|  | Kampioen, deelname promotie-eindronde |
|  | Degradatie                            |

## Promotie-eindronde
De kampioenen van de 1. Kreisklasse namen het tegen elkaar op. De kampioen van Altmark, FC Viktoria 09 Stendal verzaakte opnieuw aan deelname. 
| Plaats | Club                 | Wed. | Saldo | Ptn. |
| ------ | -------------------- | ---- | ----- | ---- |
| 1.     | Germania 03 Köthen   | 4    | 11:8  | 5:3  |
| 2.     | Magdeburger SC 1900  | 4    | 7:7   | 4:4  |
| 3.     | SV 1913 Aschersleben | 4    | 5:8   | 3:5  |

|  | Promotie naar 1. Klasse Magdeburg-Anhalt 1942/43 |